# 800 mètres masculin aux championnats du monde d'athlétisme 1983
Navigation
Rome 1987
L'épreuve du 800 mètres masculin des championnats du monde d'athlétisme 1983 s'est déroulée du 7 au 9 août 1983 dans le Stade olympique d'Helsinki, en Finlande. Elle est remportée par l'Allemand de l'Ouest Willi Wülbeck .

## Résultats

### Finale
| Rang               | Athlète           | Pays                 | Temps         | Notes |
| ------------------ | ----------------- | -------------------- | ------------- | ----- |
| Médaille d'or      | Willi Wülbeck     | Allemagne de l'Ouest | 1 min 43 s 65 |       |
| Médaille d'argent  | Rob Druppers      | Pays-Bas             | 1 min 44 s 20 |       |
| Médaille de bronze | Joaquim Cruz      | Brésil               | 1 min 44 s 27 |       |
| 4                  | Peter Elliott     | Royaume-Uni          | 1 min 44 s 87 |       |
| 5                  | James Robinson    | États-Unis           | 1 min 45 s 12 |       |
| 6                  | Agberto Guimarães | Brésil               | 1 min 45 s 46 |       |
| 7                  | Hans-Peter Ferner | Allemagne de l'Ouest | 1 min 45 s 74 |       |
| 8                  | David Patrick     | États-Unis           | 1 min 46 s 56 |       |

## Légende
Records et Performances
- AR : Record continental (area record)
- CR : Record des championnats (championship record)
- MR : Record du meeting (meet record)
- NR : Record national (national record)
- OR : Record olympique (olympic record)
- PR : Record paralympique (paralympic record)
- PB : Record personnel (personal best)
- SB : Meilleure performance personnelle de la saison (season's best)
- WL : Meilleure performance mondiale de l'année (world leader)
- WJR : Record du monde junior (world junior record)
- WR : Record du monde (world record)

Circonstances et Conditions
- DNF : N'a pas terminé (did not finish)
- DNS : N'a pas pris le départ (did not start)
- DQ : Disqualification (disqualification)
- NM : Aucun essai valable enregistré (No Mark)
- Q : Qualifié « directement » au prochain tour (ou à la prochaine compétition), lors d'une compétition majeure, grâce au classement ou à la réalisation des minima (automatic qualifier)
- q : Qualifié au prochain tour (ou à la prochaine compétition), lors d'une compétition majeure, grâce au repêchage ou à la réalisation de l'une des meilleures performances parmi celles des « non qualifiés directement » (grâce au meilleur temps ou à la meilleure distance par exemple) (secondary qualifier)